# Isohypsibius rahmi
Espèce
Isohypsibius rahmi est une espèce de tardigrades de la famille des Isohypsibiidae.

## Distribution
Cette espèce est endémique du Shaanxi en Chine. Elle se rencontre dans les monts Qinling.

## Description
L'holotype mesure 182,7 mm.

## Étymologie
Cette espèce est nommée en l'honneur de Gilbert Rahm.

## Publication originale
- Li & Wang, 2006 : Two new species and a new record species of the genus Isohypsibius (Tardigrada, Hypsibiidae) from China. Acta Zootaxonomica Sinica, vol. 31, no 1, p. 113-119) (texte intégral).